# Osmia notata
Osmia notata là một loài Hymenoptera trong họ Megachilidae. Loài này được Fabricius mô tả khoa học năm 1804.